# 圆果乳头基荸荠
圆果乳头基荸荠（学名：Heleocharis mamillata var. cyclocarpa）为莎草科荸荠属乳头基荸荠的变种。分布在中国大陆的黑龙江、吉林等地，目前尚未由人工引种栽培。